# Georges Ier de Wurtemberg
Pour les articles homonymes, voir Georges Ier.

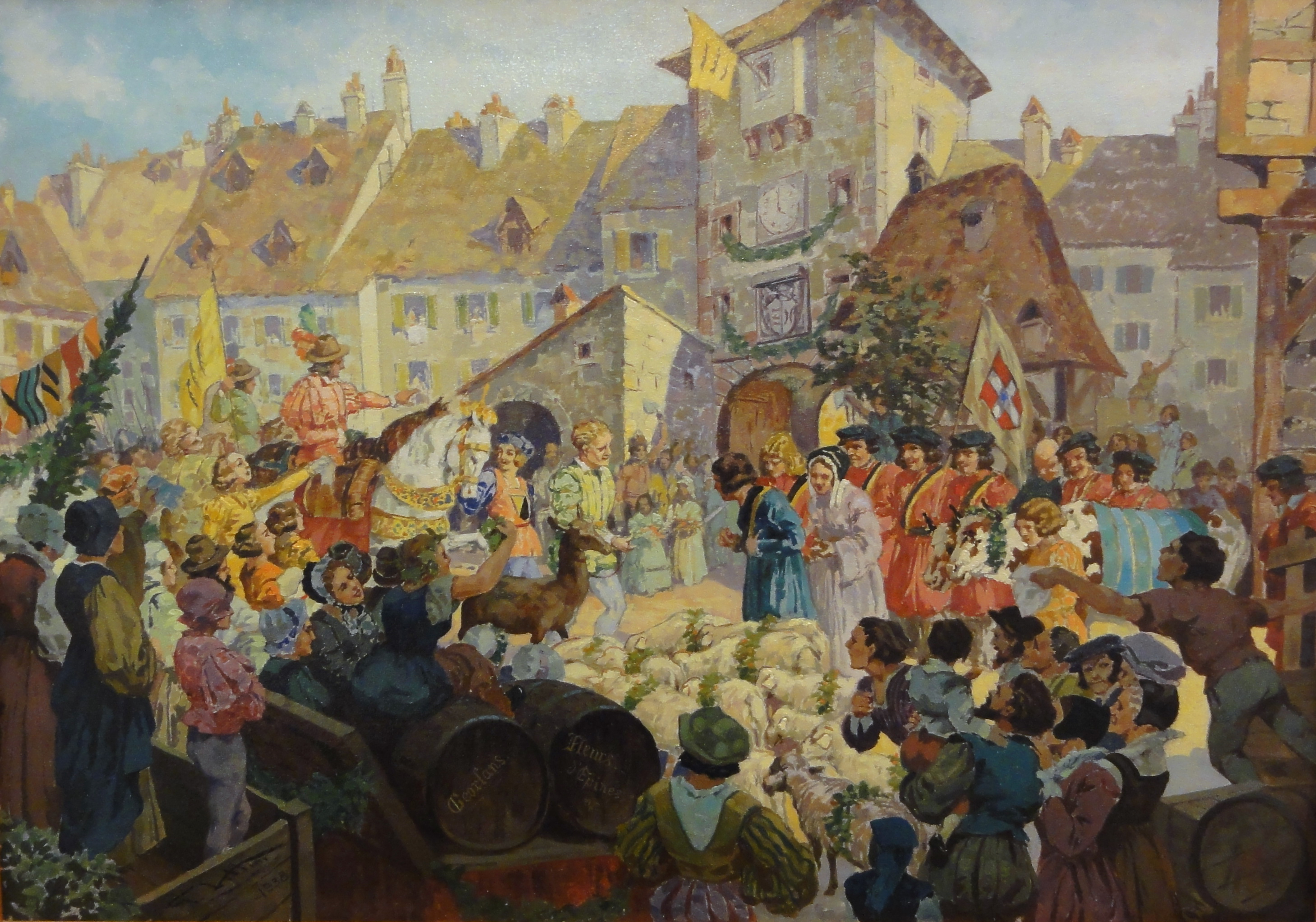
Réception du Comte Georges 1er, par les Bourgeois de Montbéliard

Georges Ier de Wurtemberg né le 4 février 1498 et décédé le 17 juillet 1558 est un comte de Montbéliard. 
Il est issu du second mariage de son père, Henri de Wurtemberg, et de Ève, fille de Jean IV comte de Salm.
Il réside deux fois à Montbéliard en tant que souverain. La première fois, de 1526 à 1542, pendant le règne de son demi-frère Ulrich VI de Wurtemberg (c'est ce dernier qui introduit la Réforme dans le comté). Puis par un traité de 1553, son neveu, le duc Christophe de Wurtemberg, alors comte de Montbéliard, lui cède le comté et toutes ses dépendances. Il vient de nouveau s'établir au château de Montbéliard.
Le comte Georges consolide la Réforme en appelant en 1535 le pasteur Pierre Toussain comme surintendant de l'église française (on appelait l'église française, celle de Saint-Martin où l'on accueillait le peuple, par opposition à l'église allemande de Saint-Maimbœuf au château, réservée à la famille princière et à la cour).
Le pasteur Toussain ouvre des écoles pour l'instruction des jeunes gens. Par l'ordonnance ecclésiastique de 1559, l'enseignement général est promulgué. Il est fortement empreint de religion ; il s'intéresse au « bien spirituel et temporel » de la jeunesse. L'école est donc à la fois un instrument d'alphabétisation et d'évangélisation, dans le sens où elle a pour objet de faire entrer la nouvelle religion dans les esprits et d'apprendre aux enfants le français, la langue liturgique, tous deux ignorés dans les campagnes où l'on ne parle que le patois.
En France, c'est l'époque des grands conflits religieux entre catholiques et protestants, alors qu'à Montbéliard le catholicisme a pratiquement disparu (après avoir brièvement été réintroduit et imposé par Charles Quint). Cette fois, ce sont les conflits théologiques qui apparaissent entre les adeptes de Calvin, dont l'orthodoxie est répandue d'une part en France et en Suisse, et d'autre part les partisans de Luther dont la religion est imposée par les princes germaniques. Finalement, le luthéranisme s'imposera à Montbéliard, non sans difficultés.
Le comte Georges Ier se marie tardivement, à l'âge de cinquante-sept ans, avec Barbara de Hesse, fille de Philippe Ier de Hesse dit le Magnanime. Il meurt à Deux-Ponts (à l'époque dans le duché palatin des Deux-Ponts, aujourd'hui en Rhénanie-Palatinat, Allemagne). Il laisse comme seul héritier, son fils Frédéric Ier de Wurtemberg qui deviendra plus tard comte de Montbéliard et duc de Wurtemberg.
Georges Ier de Wurtemberg appartint à la première branche dite branche aînée de la Maison de Wurtemberg. Il est l'ascendant agnatique (direct de mâle en mâle) de Charles de Wurtemberg, chef de la maison de Wurtemberg de 1975 à sa mort en 2022, et, évidemment de son petit-fils et successeur Wilhelm de Wurtemberg.

## Sources
- D. Seigneur, Le Roman d'une Principauté, éditions Cêtre, Besançon.